# Art Malik
Art Malik (né Athar ul-Haque Malik le 13 novembre 1952[réf. nécessaire] à Bahawalpur, dans le Penjab au Pakistan) est un acteur britannique d'origine pakistanaise, qui connut son heure de gloire dans le milieu des années 1980.

## Carrière
Art Malik est le fils de Zaibunisa et de Mazhar ul-Haque Malik, un chirurgien ophtalmologue qui s'installa à Londres. Le jeune Art rejoint ses parents en 1956, en compagnie de ses quatre frères. Après des études difficiles en raison de sa dyslexie, Art Malik étudie le théâtre à la Guildhall School of Music and Drama. Peu après, il rejoint la Royal Shakespeare Company pour jouer le rôle d'Othello.
Cinq ans après avoir quitté la Royal Shakespeare Company, il obtient un premier rôle pour la télévision en 1982 : il joue le jeune Hari Kumar dans la série Le Joyau de la couronne. Il est alors repéré par David Lean.

## Filmographie

### Cinéma
- 1984 : La Route des Indes (A Passage to India) de David Lean : Mahamoud Ali
- 1987 : Tuer n'est pas jouer de John Glen : Kamran Shah
- 1992 : La Cité de la joie de Roland Joffé : Ashoka Ghatak
- 1994 : True Lies de James Cameron : Salim Abu Aziz
- 1994 : Qui a tué le chevalier ? de Jim McBride : Alvaro
- 1995 : Clockwork Mice
- 1997 : Booty Call de Jeff Pollack
- 2008 : Dark World : Tarrant
- 2010 : Wolfman de Joe Johnston : Singh
- 2010 : Sex and the City 2 : le Cheikh Khalid
- 2012 : John Carter de Andrew Stanton : le général Zodangan
- 2013 : Bhaag Milkha Bhaag de Rakeysh Omprakash Mehra : Sampuran Singh
- 2016 : Infiltrator de Brad Furman : Akbar Bilgrami
- 2023 : La Petite Sirène de Rob Marshall : Grimsby

### Télévision
- 1982 : Le Joyau de la couronne
- 1984 : Pavillons lointains : Zarin Khan
- 1986 : Harem : Tarik Pasha
- 1993 : Jackanory
- 1997 : Path to Paradise, un téléfilm sur l'attentat raté de 1993 contre le World Trade Center, et où il joue le rôle de Ramzi Yousef
- 2001 : Le Septième Papyrus : Taïta
- 2009 : Drame en trois actes : Sir Bartholomew Strange
- 2010-2012 : Maîtres et Valets (Upstairs, Downstairs)
- 2011-2013 : Borgia : Francesc Gacet
- 2014 : Homeland, saison 4 épisode 7
- 2016 : Sherlock, saison 4 épisode 3
- 2016 : Indian Summer, saison 2
- 2018 : Doctor Who, Le Monument fantôme (The Ghost Monument) : Ilin